# Anton Grigor'ev
Anton Vladimirovič Grigor'ev (in russo Антон Владимирович Григорьев?; Mosca, 13 dicembre 1985) è un ex calciatore russo, di ruolo difensore.

## Palmarès

### Club

#### Competizioni nazionali
- Supercoppa di Russia: 3

CSKA Mosca: 2004, 2006, 2007
- Coppa di Russia: 4

CSKA Mosca: 2004-2005, 2005-2006, 2007-2008, 2008-2009
- Campionato russo: 2

CSKA Mosca: 2005, 2006

#### Competizioni internazionali
- Coppa UEFA: 1

CSKA Mosca: 2004-2005